# Malaca portuguesa
La Malaca Portuguesa fou un territori colonial portuguès que va existir durant 130 anys (1511-1641), centrat a l'antiga ciutat de Malaca.

## Història
Segons l'historiador portuguès del segle xvi Emanuel Godinho de Erédia, el lloc de l'antiga ciutat de Malaca va rebre aquest nom dels mirabolaners, els arbres que donen fruita al llarg de les ribes d'un riu anomenat Airlele (Ayer Leleh). El Airlele es diu que s'originava del Buquet Xina (present: Bukit Cina). Eredia esmenta que la ciutat va ser fundada per Permicuri (i.e. Parameswara) el primer rei de Malaca el 1411.

### La captura de Malaca
La notícia de la riquesa de Malaca va atreure l'atenció de Manuel I, rei de Portugal i va enviar a la zona a l'almirall Diogo Lopes de Sequeira per trobar Malaca, per fer un comerç permanent amb el seu governador com el seu representant a l'Índia. El primer europeu a arribar a Malaca i al sud-est d'Àsia, Sequeira, va entrar allí el 1509. Tot i que fou inicialment ben rebut pel Sultà Mahmud Shah, els problemes no van tardar a arribar. El sentiment general de rivalitat entre islam i cristianisme va ser invocat per un grup de musulmans de Goa residents a la cort del sultà després que els portuguesos van capturar Goa. La comunitat de comerciants musulmans internacional va convèncer Mahmud que els portuguesos eren una amenaça greu. Mahmud Subsegüentment va capturar molts dels portuguesos, en va matar altres i va intentat atacar els quatre vaixells portuguesos, tot i que van poder fugir. Mentre els portuguesos s'havien adonat a l'Índia que la conquesta seria l'única manera que es podrien establir en Malaca.
L'abril de 1511, Afonso de Albuquerque va salpar de Goa cap a Malaca amb una força d'uns 1200 homes i disset o divuit vaixells. El virrei va fer un nombre de demandes —una de les quals era el permís per construir una fortalesa com a posició de comerç portuguès prop la ciutat. El Sultà va rebutjar totes les demandes. El conflicte era inevitable, i després 40 dies de lluita, Malaca va caure en mans dels portuguesos el 24 d'agost. Una desafortunada disputa entre el sultà Mahmud i el seu fill Sultà Ahmad va debilitar al sultanat i va contribuir a la caiguda de Malaca.
Després de la derrota del sultanat de Malaca el 15 d'agost de 1511 i la captura de Malaca, Afonso de Albuquerque va buscar un lloc per aixecar una fortificació permanent per anticipar-se als contraatacs del Sultà Mahmud. Una fortalesa va ser dissenyada i construïda en un turó proper a la vora de la riba de mar, al sud-est de la boca de riu, en el lloc on anteriorment hi havia el palau del sultà. Albuquerque va romandre a Malaca fins al novembre de 1511, preparant les seves defenses contra qualsevol contraatac malai. Mahmud Shah va ser forçat a abandonar Malaca.

### Un port portuguès en una regió hostil

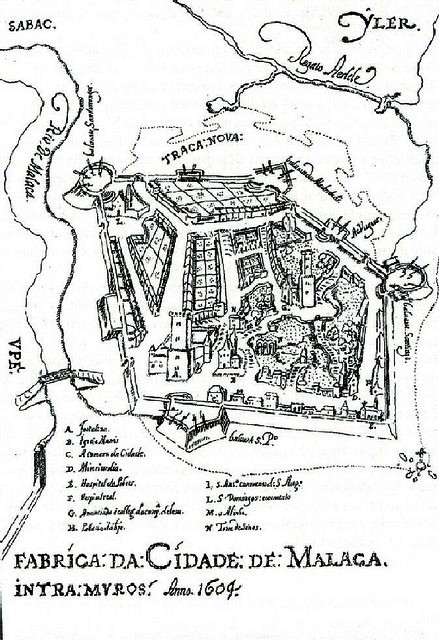
"Construcció de Malaca Ciutat: Intramuros Anno 1604" per Manuel Godinho de Eredia.

Com a primera base d'un regne comercial cristià europeu al sud-est d'Àsia, estava envoltada per nombrós estats musulmans natius emergents. També, amb el contacte inicial hostil amb els malais locals, la Malaca portuguesa va fer front a l'hostilitat severa dels veíns. Això va comportar anys de batalles iniciades pels sultans malais que van voler expulsar els portuguesos i reclamar la seva terra. El sultà va fer diversos intents de recuperar la capital. Va aconseguir el suport del seu aliat, el sultanat de Demak a Java que el 1511 va acordar enviar forces navals per assistir-lo. Dirigit per Pati Unus, el sultà de Demak, les forces combinades Malais–Javaneses van atacar però van fracassar i tots els intents foren infructuosos (1517). Els portuguesos van derrotar el sultà i el van forçar a fugir a Pahang. Més tard, el sultà va navegar a l'illa de Bintan i va establir una nova capital allà. Amb una base establerta, el sultà va reagrupar a les disperses forces malaies i va organitzar diversos atacs i bloqueigs contra la posició portuguesa. Atacs freqüents a Malaca van causar greus problemes als portuguesos. El 1521 es va iniciar la segona campanya de Demak per ajudar al sultà malai a recuperar Malaca, però un cop més va fallar i va costar la vida al sultà de Demak. Més tard fou recordat com Pangeran Sabrang Lor o el Prince que va creuar (la mar de Java) al nord (la península Malaya). Els atacs van ajudar a convèncer els portuguesos que les forces del sultà exilat havien de ser silenciades. Un nombre d'intents es van fer per suprimir les forces malaies, però quan els malais van atacar altre cop Malaca el 1525, els portuguesos van passar a l'ofensiva el 1526 i van assolar completament Bintan. El sultà llavors va retrocedir a Kampar a l'illa de Riau, a la costa de Sumatra, on va morir dos anys més tard. Va deixar dos fills anomenats Muzaffar Shah i Alauddin Riayat Shah II.
Muzaffar Shah va ser convidat per la gent del del nord de la península per esdevenir el seu governant, establint el Sultanat de Perak. Mentrestant, l'altre fill de Mahmud, Alauddin, va succeir al seu pare i va construir una nova capital al sud. El seu reialme fou el sultanat de Johor, estat que fou el successor de Malaca.
Diversos intents de recuperar Malaca dels portuguesos van ser fets pel sultà de Johor. Una petició enviada a Java el 1550 va fer que la reina Kalinyamat, regent de Jepara, enviés 4,000 soldats a bord de 40 vaixells per unir-se al sultà de Johor en el seu intent de recuperar Malacca. Les tropes de Jepara es van unir a les forces malaies reunibt junts al voltant de 200 vaixells de guerra per l'atac que es preparava. Les forces combinades van atacar des del nord i van capturar la major part de Malaca, però els portuguesos van aconseguir rebutjar als atacants. Les forces malaies van ser forçades a retirar-se cap a la costa i la mar, mentre les tropes de Jepara van quedar a terra. Només després que els seus caps foren morts aquestes tropes es van retirar. La batalla va continuar a la platja i a la mar i va provocar la mort de més de dos mil soldats de Jepara. Una tempesta va partir en dos els vaixells de Jepara a la costa de Malaca, i van caure presa dels portuguesos. Menys de la meitat dels soldats de Jepara evan poder sortir de Malaca.
El 1567, el príncep e Husain Ali I Riayat Syah del sultanat d'Aceh va llançar un atac naval a la posició portuguesa de Malaca, però això un cop més va acabar en fracàs. El 1574 un atac combinat del sultanat d'Aceh i de l'estat javanès de Jepara va provar un altre cop de capturar Malaca als portuguesos, però va acabar en fracàs a causa de l'escassa coordinació.
La competència d'altres ports com Johor va provocar que molts comerciants asiàtics es saltessin Malaca com a posició de comerç i la ciutat va començar a declinar com a port comercial. Més que aconseguir la seva ambició de dominar el comerç, els portuguesos van obtenir fonamentalment la desorganització de la xarxa de comerç asiàtica. Més que un port centralitzat de intercanvi de la riquesa asiàtica, o un estat malai de control de l'estret de Malaca que el fes segur pel trànsit comercial, el comerç es va escapar sobre un bon nombre de ports en mig de lluites a l'estret.

### Venjança xinesa contra Portugal

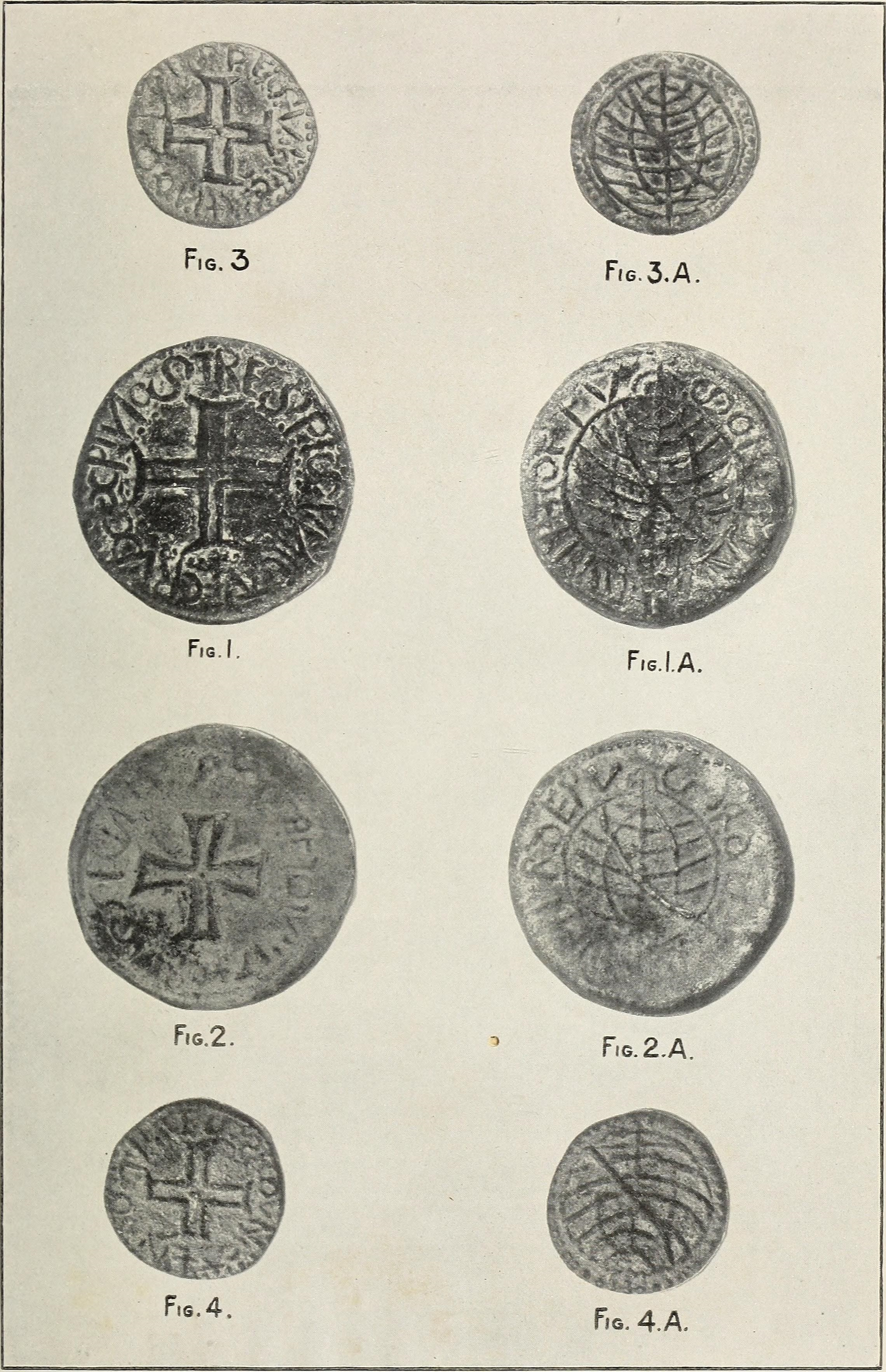
Monedes de llauna del període rei Manuel I (1495-1521) i del rei Joan III (1521-1557) van ser descobertes durant una excavació prop de la boca del riu Malacca per W. Edgerton, Resident Coseller de Malaca el 1900.

El sultanat de Malaca fou un estat tributari i aliat de la dinastia Ming de la Xina. Quan Portugal va conquerir Malacca el 1511, els xinesos van respondre amb força violència contra els portuguesos.
Després de l'atac de 1511, els xinesos van rebutjat acceptar una ambaixada portuguesa.
El Govern Imperial xinès va empresonar i executar als diversos enviats diplomàtics portuguesos després de torturar-los a Guangzhou. Un enviat de Malaca havia informat als xinesos de la captura portuguesa de Malaca, a la qual els xinesos van respondre amb hostilitat cap als portuguesos. El enviat de Malaca va explicar als xinesos l'engany utilitzat pels portuguesos, amagant els plans per conquerir territori com activitats de comerç marítim i va narrar les privacions ocasionades pels portuguesos. Malaca estava sota la protecció xinesa i la invasió portuguesa van enfurir Xina.
A causa de la queixa del sultà Malaca contra la invasió portuguesa a l'Emperador xinès, els portuguesos van ser saludat amb hostilitat del Xinès quan van arribar dins Porcellana. La queixa del sultà va causar "un greu problema" als portuguesos a la Xina. Els xinesos foren molt poc acollidors pels portuguesos. El sulta de Malaca basat a Bintan després de fugir Malaca, va enviar un missatge als xinesos, el que combinat amb el bandolerisme portuguès i l'activitat violenta a la Xina, va dirigir les autoritats xineses a executar 23 portuguès i torturar a alguns altres a les presons. Després que els portuguesos van instal·lar factories per comerciar a la Xina i van cometre activitats piràtiques i incursions a la Xina, els xinesos van respondre amb l'exterminació completa dels portuguesos a Ningbo i Quanzhou Pires, un enviat comercial portuguès, estava entre els qui foren morts a les masmorres xineses.
Tanmateix, amb la millora gradual de les relacions i l'ajut donat contra els pirates Wokou al llarg de les costes de la Xina, el 1557 finalment la dinastia Ming va acordar permetre als portuguesos de establir a Macau en una nova colònia comercial. El sultanat de Johor també va millorar relacions amb els portuguesos amb els que va signar un acord de pau el 1583 i va lluitar amb ells contra el sultanat d'Aceh.

### Contraatacs i boicot xinès
Els comerciants xinesos van boicotejar Malaca després de caure sota control portuguès, alguns xinesos de Java van ajudar en el intents musulmans de reconquerir la ciutat de mans portugueses, emprant vaixells. La participació javanesa-xinesa per recuperar Malaca va ser enregistrada als "Annals Malais de Semarang i Cerbon". Els comerciants xinesos van fer negocis amb els malais i javanesos en comptes de fer-ho amb els portuguesos.

### Conquesta holandesa i el final de la Malaca portuguesa
Pels inicis del segle xvii la Companyia Holandesa de les Índies Orientals (neerlandès: Verenigde Oostindische Compagnie, VOC) va començar a disputar el poder portuguès a l'orient. En aquell temps, els portuguesos havien transformat Malaca en una fortalesa inexpugnable, la Fortaleza de Malaca, controlant accés als braços de mar de l'Estret de Malaca i el comerç d'espècies de la zona. El holandesos van començar llançar incursions petites i enfrontaments menors contra els portuguesos. El primer intent seriós sou el setge de Malaca de 1607 (després d'una aliança el 1606 amb el sultà de Johor) per la tercera flota de VOC d'Holanda amb onze vaixells, manats per l'almirall Cornelis Matelief de Jonge que va dirigir la batalla naval de Cap Rachado. Tot i que els holandesos foren derrotats per la oportuna arribada d'una flota de reforç des de Goa, la flota portuguesa del virrei Martim Afonso de Castro va patir fortes pèrdues i la batalla va portar a les forces del Sultanat de Johor a una aliança amb els holandesos i més tard amb el sultanat d'Aceh .
Al voltant d'aquell mateix període, el sultanat d'Aceh havia esdevingut un poder regional amb una força naval formidable i considerava als portuguesos de Malaca com una amenaça potencial. Els holandesos van fer nous atacs fracassats entre 1623 i 1627. El 1629 el sultà Iskandar Muda d'Aceh va enviar diversos centenars de vaixells de centenar a atacar Malaca, però la missió fou un fracàs absolut; segons fonts portugueses, tots els seus vaixells va ser destruïts i va perdre uns 19.000 homes en el procés.
Els holandesos amb els seus aliats locals van bloquejar Malaca el 1633 i van començar el setge final que va potar a la conquesta de Malaca als portuguesos el 14 de gener de 1641. Els esforços combinats dels holandesos-Johor-Aceh van destruir el darrer baluard de poder portuguès, reduint la seva influència a l'arxipèlag. L'holandès van establir la ciutat com Malaca holandesa, però els holandesos no tenien cap intenció de fer de Malaca la seva base principal, i es van concentrar en construir Batavia (avui Djakarta) com la seva seu a l'Orient. Els ports portuguesos en les àrees que produïen espècies de les Moluques també van caure a mans holandeses en els anys següents. Amb aquestes conquestes, les darreres colònies portugueses a Àsia van quedar limitades a Timor, Goa, Damao i Diu a l'Índia i Macau a la Xina, fins al segle xx.

## Fortaleza de Malaca

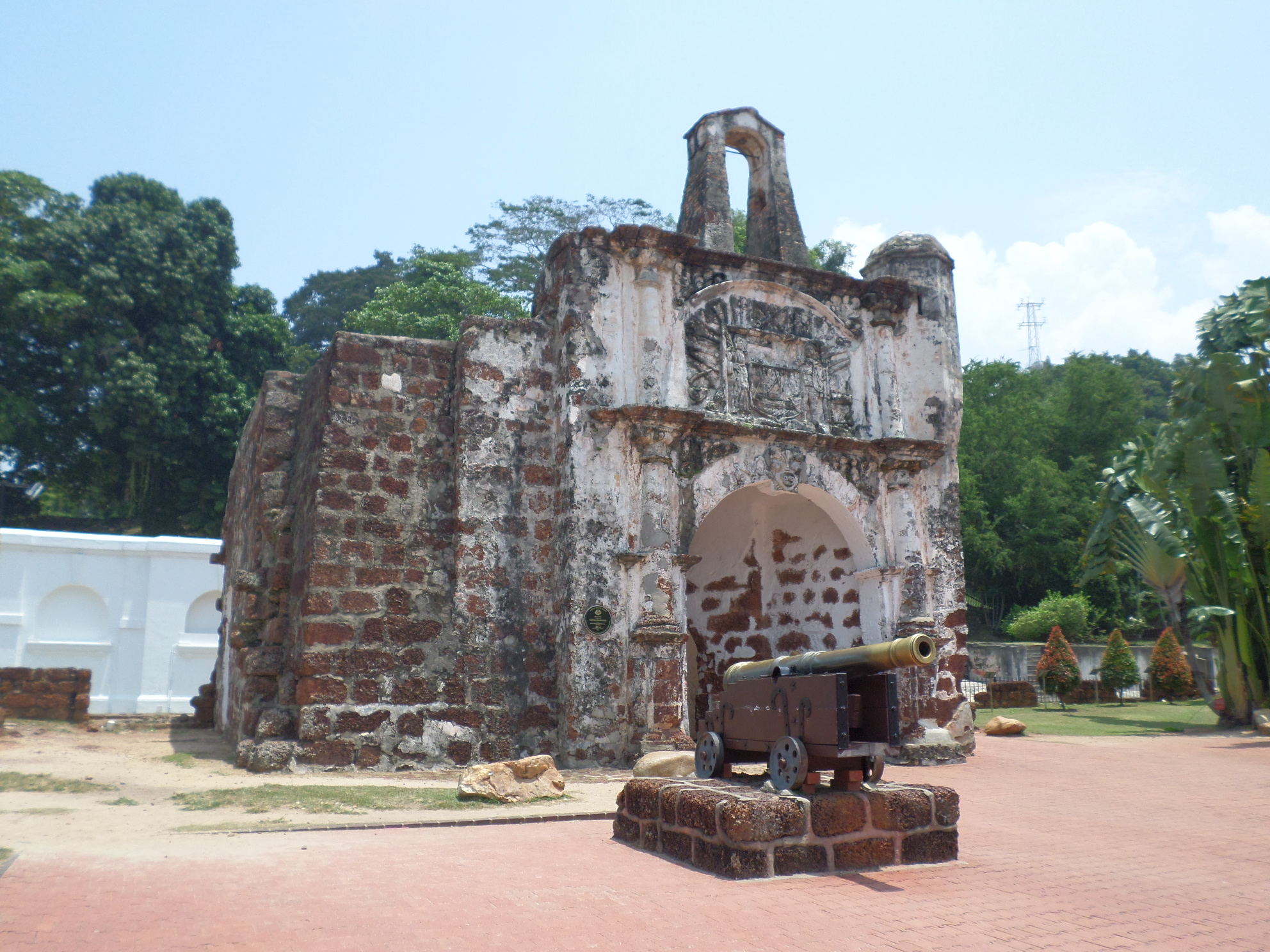
Actual Porta de Santiago.

El nucli primerenc del sistema de la fortalesa era una torre en quadrilàter anomenada Fortaleza de Malaca. La mida va ser donada com 10 fathoms per costat amb una alçada de 40 fathoms. Va ser construïda al peu del turó de Fortaleza, prop del mar. A l'est va ser construïda una paret circular de morter i pedra amb una font al mig del clos.
Amb els anys, les construccions van començar a enfortir el turó. El sistema pentagonal va començar al punt més llunyà del cap a prop del sud-est de la boca de riu, cap al de l'oest de la fortalesa. En aquest punt dues muralles van ser construïdes en angle recte cadascuna alineada amb les ribes. El corrent nord cap a la boca de riu era de 130 fathoms de longitud al baluard de São Pedro mentre l'altre corria 75 fathoms a l'est, torcent cap dins i acabant a la porta i baluard de Santiago.
Del baluard de São Pedro la muralla girava al nord-est 150 fathoms passat la porta de Terrassa de la Duana acabant al final del punt més al nord de la fortalesa, el baluard de São Domingos. De la porta de São Domingos, una muralla de terra corria del sud-est uns 100 fathoms fins al baluard de Madre de Deus. Des d'aquí, començant a la porta de Santo António, passant el baluard de les Verges, la muralla acabada a la porta de Santiago.
En general el clos de la ciutat era 655 fathoms i 10 palmells (curt) d'un fathom.

### Portes
Quatre portes van ser construïdes per la ciutat;
1. Porta de Santiago
2. La porta de la Terrassa de la casa Duanes
3. Porta de São Domingos
4. Porta de Santo António

D'aquestes quatre portes només dos era d'ús comú i obertes al trànsit: la Porta de Santo António enllaçant al suburbi de Yler i la porta occidental a la Terrassa de la Casa de Duanas, donant accés a Tranqueira i el seu basar.

### Destrucció
Després que gairebé 300 anys d'existència, el 1806 els britànics, poc disposats a mantenir la fortalesa o deixar-la caure a mans d'altres poders europeus, va ordenar la seva lenta destrucció. El fort fou gairebé totalment enderrocat sinó hagués estat per la intervenció oportuna de Sir Stamford Raffles que va visitar Malaca el 1810. Els romanents únics de la fortalesa portuguesa, la primera del sud-est d'Àsia, és la Porta de Santiago, ara coneguda com la Famosa.

## Malaca (ciutat) durant l'era portuguesa
Al exterior de la ciutat fortificada hi havia els tres suburbis de Malaca. El suburbi de Upe (Upih), generalment conegut com a Tranqueira (modern Tengkera) des de la muralla de la fortalesa. Els altres dos suburbis eren Yler (Hilir) o Tanjonpacer (Tanjung Pasir) i el suburbi de Sabba.

### Tranqueira

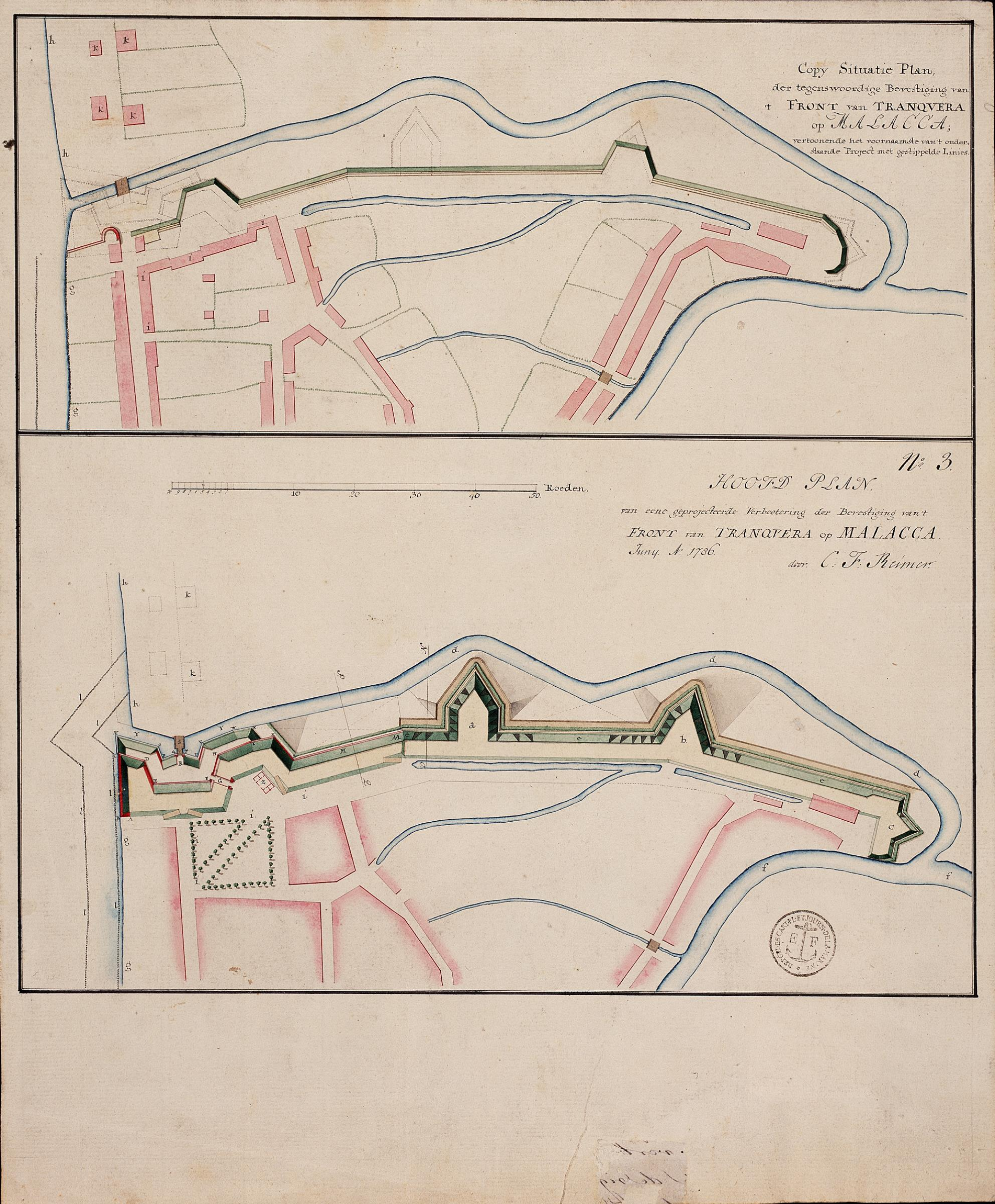
El Fort de Tranquera a Malacca per Carl Friedrich Reimer, 1786.

Tranqueira era el suburbi més important de Malaca. El suburbi era rectangular en forma, amb una frontera emmurallada al nord, l'estret de Malaca al del sud i el riu de Malaca (Rio de Malaca) i la paret de la fortaleza a l'est. Fou el principal barri residencial de la ciutat. Tanmateix, en guerra, els residents dels barris eren evacuats a la fortalesa. Tranqueira va ser dividida després en dues parròquies, São Tomé i São Estêvão. La parròquia de S.Tomé va ser anomenada Campon Chelim (malai: Kampung Keling: Kampung Keling).malai: Kampung Keling Va ser descrita aquesta àrea com a poblada pel Chelis de Coromandel. L'altre suburbi de São Estêvão era també anomenat Campon China (Kampung Cina). Avui dia la zona es diu Tengkera.

### Yler
El districte de Yler (Hilir) més o menys cobria Buquet China (Bukit Cina) i el àrea sud-est de la costa. La font de Buquet China fou una de les antigues fonts d'aigua importants per a la comunitat. Notables llocs foren l'Església de Madre De Deus i el Convent dels Caputxins de São Francisco. Altres llocs notables inclouen Buquetpiatto (Bukit Piatu). Les fronteres d'aquest suburbi s'estenien fins a Buquetpipi i Tanjonpacer (que després fou rebatejat Tanjung Pasir) i el barri d'Yler és conegut modernament com a Banda Hilir.

### Sabba
Les cases d'aquest suburbi van ser construïdes al llarg de les vores del riu. Alguns dels habitants originals musulmans de Malaca vivien als pantans d'arbres Nypeiras on van ser coneguts per fer Nypa (Nipah) un vi per destil·lació per al comerç. Aquest suburbi va ser considerat el més rural, sent una transició al entorn de Malaca, d'on la fusta i carbó vegetal passava a la ciutat. Diverses parròquies cristianes també eren fora de la ciutat al llarg del riu; São Lázaro, Nossa Senhora de Guadalupe, Nossa Senh da Esperança. Els malais musulmans habitaven més profundament a l'entorn. El nom de Sabba va desaparèixer ja amb els holandesos i ara forma part de Banda Kaba, Bunga Rata i Kampuing Jawa i el mateix centre de la moderna Malacca.

## Immigració portuguesa
Els portuguesos van portar a Malacca diverses "Orfes del Rei" (noies orfes portugueses) igual que altres colònies portugueses a l'Àfrica i India; allí es casaven amb portuguesos establerts a la zona o amb natius d'alt estatus.

## Administració portuguesa de Malaca
Malacca va ser administrat per un Governador (un Capità-Major), que era nomenat per un terme de tres-anys, així com un Bisbe i dignataris de l'Església representant la veu Episcopal, agents municipals, Oficials Reials de finances i justícia i un natiu local Bendahara per administrar els musulmans natius i estrangers sota jurisdicció portuguesa.

## Governadors

### Capitans Majors
- 1511 - 1514 Rui de Brito Patalim
- 1514 - 1515 Jorge de Albuquerque
- 1515 - 1517 Jorge de Brito
- 1517 - 1518 Nuno Vaz Pereira
- 1518 Aleixo de Meneses
- 1518 - 1519 Afonso Lopes da Costa
- 1519 - 1520 Garcia de Sá (primera vegada)
- 1521 - 1525 Jorge de Albuquerque (segona vegada)
- 1525 - 1526 Pedro de Mascarenhas
- 1526 - 1528 Jorge Cabral
- 1528 - 1529 Pêro Faria (primera vegada)
- 1529 - 1533 Garcia de Sá (segona vegada)
- 1533 - 1534 Paulo da Gama
- 1534 - 1539 Estêvão da Gama
- 1539 - 1542 Pêro Faria (segona vegada)
- 1542 - 1544 Rui Vaz Pereira Marramaque
- 1544 - 1545 Simão Botelho de Andrade
- 1545 Garcia de Sá (tercera vegada)
- 1545 - 1548 Simão de Melo de Magalhães
- 1548 - 1552 Pedro da Silva da Gama
- 1552 Francisco Álvares
- 1552 - 1554 Álvaro de Ataíde da Gama
- 1554 - 1556 António de Noronha
- 1556 - 1557 João Pereira
- 1557 - 1560 João de Mendonça
- 1561 - 1564 Francisco de Eça
- 1564 - 1567 Diogo de Meneses
- 1567 - 1570 Leonis Pereira
- 1570 - 1573 Francisco da Costa
- 1573 - 1574 Francisco Henriques de Meneses
- 1574 - 1575 Tristão Vaz da Veiga
- 1575 Miguel de Castro
- 1576 - 1579 Aires de Saldanha
- 1579? - 1580 João da Gama
- 1580 – 1581 Matias de Albuquerque
- 1581 – 1582 João da Gama (segona vegada)
- 1582 - 1585 Roque de Melo
- 1585 - 1587 João da Silva Pereira
- 1587 - 1588 João Ribeiro Gaio, bispo de Malaca (interí)
- 1588 - 1588 João da Silva Pereira (segona vegada)
- 1588 - 1590 Diogo Lobo
- 1591 - 1593? Pêro Lopes de Sousa
- 1594? - 1597 Francisco da Silva de Meneses
- 1597 - 1600 Martim Afonso de Melo
- 1600 - 1603 Fernão de Albuquerque
- 1603 - 1606 André Furtado de Mendonça
- 1606 - 1607 António de Meneses
- 1607 - 1609 Sebastião de Távora
- 1609 - 1613 Francisco Miranda Henriques
- 1613 - 1615 Gaspar Afonso de Melo
- 1615 - 1616 João Caiado de Gambôa
- 1616 António Pinto da Fonseca
- 1616 João da Silva
- 1616 - 1618 João da Silveira
- 1618 - 1620 Fradique Lopes de Sousa
- 1620? Filipe de Sousa
- 1620 - 1624 No consta
- 1624 - 1626 Francisco Coutinho
- 1626 - 1629 Luis de Mello de Sampaio
- 1629 - 1630 Gaspar de Mello de Sampaio
- 1630 - 1633 Diego de Mello e Castro
- 1633 - 1634 Gaspar de Mello de Sampaio (segona vegada)
- 1634 - 1636 Álvaro de Castro
- 1636 Francisco de Sousa de Castro
- 1636 - 1638 Diogo Coutinho Doçem
- 1638 - 1641 Manuel de Sousa Coutinho

### Capitans-generals
- 1616 - 1635 António Pinto da Fonseca
- 1636 - 1639 Diogo Coutinho Doçem
- 1639 – 1640 Manuel de Sousa Coutinho
- 1640 - 1641 Luís Martins de Sousa Chichorro